# Walentin Bondarienko
Walentin Wasiljewicz Bondarienko, ros. Валентин Васильевич Бондаренко (ur. 16 lutego 1937 w Charkowie, zm. 23 marca 1961 w Moskwie) – radziecki kosmonauta, starszy porucznik lotnictwa myśliwskiego.

## Życiorys
W 1951 ukończył w Charkowie szkołę podstawową, a trzy lata później w 1954 szkołę średnią. Kontynuował naukę w wyższych wojskowych szkołach lotniczych i w 1957 został absolwentem szkoły w Armawirze w północnokaukaskim okręgu wojskowym. Przez trzy lata pełnił służbę wojskową w pułkach lotnictwa myśliwskiego stacjonujących w miastach Kowno i Tukums. Latał na samolotach Jak-18, Jak-11, MiG-15, MiG-17. Walentin Bondarienko został wybrany do pierwszej grupy kosmonautów radzieckich (WWS 1) 28 kwietnia 1960 i rozpoczął ogólne przeszkolenie dla kandydatów do przyszłych lotów w kosmos. Nie znalazł się jednak w 6-osobowej grupie kosmonautów, którzy od lata 1960 byli przygotowywani do pierwszego lotu człowieka w kosmos.
13 marca 1961 rozpoczął 10-dniowy test w komorze wypełnionej tlenem, która miała symulować warunki panujące wewnątrz statku kosmicznego. Podczas kończenia eksperymentu 23 marca 1961 Bondarienko w wyniku nieuwagi wypuścił nasączony spirytusem wacik na rozgrzaną płytę kuchenki elektrycznej, na której przyrządzał posiłki. Wybuchł pożar, który momentalnie objął wnętrze symulatora. Z uwagi na różnice ciśnień nie można było natychmiast otworzyć komory. Bondarienkę wydobyto żywego, jednak cała powierzchnia jego ciała była poparzona. Zmarł w szpitalu osiem godzin później. 16 kwietnia 1961 minister obrony ZSRR podpisał rozporządzenie, które miało zapewnić opiekę rodzinie Bondarienki, taką jak dla rodzin kosmonautów. Sprawę przez długi czas utrzymywano w tajemnicy ze względów propagandowych. Po raz pierwszy o tym zdarzeniu napisał dopiero w 1986 Jarosław Gołowanow w gazecie „Izwiestija”.
Odznaczony (pośmiertnie) Orderem Czerwonej Gwiazdy. Na cześć Bondarienki nazwano jego imieniem krater na Księżycu.